# Donovan Ruddock
Donovan Razor Ruddock (født 21. december 1963 i St. Catherine,  Jamaica), er en canadisk professionel bokser som konkurrerede i vægtklassen sværvægt. Ruddock var en lovende og frygtet bokser i begyndelsen af 1990'erne. I hans amatørkarriere besejrede han blandt andet briteren Lennox Lewis. Han var bedst kendt for sin venstre uppercut som blev døbt the smash.
Ruddock blev professional i 1982, men frem til 1988 boksede han kun få kampe. Han vandt 8 ud af hans 9 første kampe. Han tabte sin første kamp overraskende mod Dave Jaco som blev antaget for at være en dårligere bokser. Ruddcok vandt alle runder før kampen blev stoppet i 9 runde da Ruddock havde vejrtrækningsproblemer. Doktoren fortalte at ham efter kampen at karrieren sandsynligvis var forbi.
Ruddock gjorde comeback og var erklæret frisk i 1989. Han knuste den tidligere verdensmester James Smith på knockout og gjorde lavede sin mest overbevisende præstation da han knocket tidligere mester Michael Dokes ud i 4. runde med en brutal knockout. Ruddock var på dette tidspunkt den måske mest frygtede modstander i sværvægtsdivisionen. Gode boksere som Riddick Bowe og Evander Holyfield nægtede at bokse med ham.[kilde mangler]

## Razor Ruddock mod Mike Tyson
I 1991 kom parterne til enighed og kampen mellem Tyson og Ruddock var et faktum. Tyson havde året før mistet titlen og vinderen af kampen ville sikre sig en titelkamp. Tyson var på dette tidspunkt rangeret som nummer 1 mens Ruddock var nummer 2.
Tyson åbnede aggressivt og boksede godt. Ruddock blev slået i gulvet to gange, men klarede begge gange at komme sig og fortsætte. I 6. runde boksede Ruddock sin bedste runde i karrieren og lavede flere store slag, hvilket publikummet blev begejstrede for. Tyson klarede imidlertid at holde sig i gang og slap af med skrækken.
7. runde startede jævnt men dommeren Richard Steele stoppede kampen til stor fortvivlelse for Ruddock og TV-kommentatorene. Ruddock krævede en omkamp og fik sin vilje. 
Efter den første kamp var spændingen stor for revanchen. En række pressekonferencer var præget af store skænderier, da Tyson på tv udtalte, at Ruddock var en transvesit, og at han ville gøre ham til sin kæreste. Ruddock på sin side lærte af Tyson og sagde, at han ikke ejede dannelse og stil, og at han ville få baghjul i revanchen.
Omkampen blev bokset samme år og var årets boksekamp. Begge boksere slog meget, og Ruddock blev slået i kanvassen to gange. Kampen var jævn og Ruddock vant flere runder. Efter 12 runders boksning kunne Tyson alligevel hæve armene i vejret og juble over en enstemmig pointsejr. 
Ruddock hvilede ikke på laurbærbladene efter tabet og underskrev hurtigt en kamp mod en værdig og ubesejret modstander, amerikaneren Phil Jackson. Ruddock imponerede og pillede gradvist Jackson fra hinanden, og i 7. runde gav Jackson op og Ruddock vandt.

## Razor Ruddock mod Lennox Lewis
Efter at Mike Tyson blev dømt til fængselsstraf i 1992, var Razor Ruddock rangeret som nummer 4 på verdenstoplisten, bagefter verdensmesteren Evander Holyfield og hans første udfordrer Riddick Bowe. Briteren Lennox Lewis var rangeret som nummer 3. 
Det blev afgjort at Holyfield skulle forsvare titlen mod Bowe, mens Ruddock og Lewis skulle kæmpe om at få lov til at møde vinderen, som igen var tvunget til at forsvare titlen indenfor fire måneder. Kampen blev døbt the fight for the right. 
Kampen blev arrangeret i Wembley i London med Razor Ruddock som var favoritten. Lewis startede imidlertid meget godt og slog en højre så Ruddock gik i gulvet allerede efter halvandet minut. Han overlevede 1. runde men klarede aldrig at vinde. I 2. runde blev Ruddock liggende i canavasen. Karrieremæssigt faldt han kraftigt på ranglisten og var ude af titelbilledet.

## Razor Ruddock mod Tommy Morrison
Efter tabet mod Lewis boksede Ruddock kun få kampe mod ukendte boksere. I 1995 fik han imidlertid en ny chance til at komme i på titelbilledet igen da han mødte en anden og meget kendt bokser Tommy Morrison. Kampen blev bokset i Kansas City, Missouri. Ruddock dominerede fra start og landede et stort slag som sendte Morrison i canavasen i 1. runde. Det så længe ud som om at dommeren ville dømme til fordel for Ruddock, men Morrison kæmpede sig tilbage og gav en kæmpestor venstre hook i 6. runde. Ruddock kom sig overraskende på benene igen og kunne fortsætte. Ruddock klarede at holde sig på benene, men dommeren mente han havde fået nok og afsluttede kampen til fordel Tommy Morrison. Afgørelsen om at stoppe kampen var i eftertiden genstand for en heftig diskussion. 
Havde Ruddock vundet kampen mod Morrison, havde han vundet muligheden for at få en revanche mod Lennox Lewis. 

## Efter karrieren
Ruddock boksede dårligere videre mod ukendte modstandere, og det endte med at han gik på pension i 2001. Han vant alle sine kampe efter tabet mod Tommy Morrison. Mike Tyson har udtalt at han var den mest hårdtslående bokser han mødte i sin karriere var Ruddock. Ruddock vil blive husket for sin brutale venstre og at han aldrig klarede at vinde titlen, til trods for at han var meget nær.